# Nick Pfister
Nick Pfister  (* 2001) ist ein Schweizer Unihockeyspieler, der beim Nationalliga-A-Verein Unihockey Tigers Langnau unter Vertrag steht.

## Karriere
Pfister debütierte während der Saison 2020/21 für die Unihockey Tigers Langnau in der Nationalliga A. Im Frühjahr 2020 gab Sportchef Werner Haller bekannt, dass Pfister mit einem langfristigen Vertrag ausgestattet wurde.